# Escándalo de las chuzadas
En Colombia se conoce como Escándalo de las chuzadas del DAS el proceso judicial que acabó con el Departamento Administrativo de Seguridad (DAS). Esta entidad era un departamento directo del presidente de la República y tenía la misión de velar por la seguridad nacional del país. En febrero de 2009 fue descubierta ejecutando una operación ilegal de espionaje ordenada dentro del gobierno de Álvaro Uribe Vélez (2002-2010) principalmente en contra de las Altas Cortes, además de periodistas independientes, políticos de la oposición y defensores de derechos humanos. En ese momento el Departamento Administrativo de Seguridad y otros funcionarios ejecutivos presuntamente en colaboración con organizaciones paramilitares gobierno llevaba a cabo una serie de interceptaciones telefónicas y seguimientos ilegales sin autorización judicial como forma de intimidación y/o monitoreo.

## Condenas y presuntos involucrados
Entre 2010 y 2015 han sido condenadas cerca de 20 personas por las chuzadas del DAS. Las autoridades identificaron cerca de 68 posibles responsables de las interceptaciones y seguimientos ilegales. Estas son algunas de las personas presuntamente involucradas y algunas condenadas en el caso:
| Nombre                                  | Cargo ejercido                                       | Información |
| --------------------------------------- | ---------------------------------------------------- | --- |
| María del Pilar Hurtado                 | Directora del DAS                                    | Durante la etapa de juicio, en la que se libró orden de captura en su contra, salió del país, lo que la convirtió en prófuga de la justicia. Se entregó a las autoridades a finales de enero de 2015. Sentenciada a 14 años por los delitos de abuso de autoridad en la función pública, falsedad ideológica en documento público, concierto para delinquir agravado, peculado por apropiación y violación ilícita de comunicaciones.; además recibió una multa 27.900.000 pesos. La sanción económica se desprende por su culpabilidad en el delito de peculado. |
| Bernardo Moreno                         | Secretario General de la Presidencia de la República | Recibió una sentencia de ocho años con beneficio de detención domiciliaria, decisión entregada debido a que el procesado asistió a todas las audiencias. |
| Jorge Alberto Lagos                     | Jefe deContrainteligencia del DAS                    | Condenados a 8 años de prisión por el Tribunal Superior de Bogotá tras preacuerdo, detenidos desde 2010. Sus declaraciones fueron incluidas en la imputación penal de Moreno y Hurtado, debido a su participación a órdenes de los mismos en el escándalo al interior del DAS. También otorgaron información sobre las interceptaciones a la exsenadora Piedad Córdoba y al entonces alcalde de Bogotá, Gustavo Petro. |
| Fernando Tabares                        | Director de Inteligencia del DAS                     | Condenados a 8 años de prisión por el Tribunal Superior de Bogotá tras preacuerdo, detenidos desde 2010. Sus declaraciones fueron incluidas en la imputación penal de Moreno y Hurtado, debido a su participación a órdenes de los mismos en el escándalo al interior del DAS. También otorgaron información sobre las interceptaciones a la exsenadora Piedad Córdoba y al entonces alcalde de Bogotá, Gustavo Petro. |
| William Romero                          | Subdirector de Fuentes Humanas del DAS               | No condenado, tenía bajo su mando a Alba Luz Flórez Gelves, detective clave del Plan Escalera. Poseía cuatro cajas de evidencia para su defensa, las cuales entregó durante su proceso penal en la Corte Suprema de Justicia. |
| Alba Luz Flórez Gelves, Alías Mata Hari | Investigadora y Detective del DAS                    | Condenada bajo preacuerdo, declaró haber sido instruida para espiar y grabar a los magistrados de la Corte Suprema por órdenes de William Romero en el marco del Plan Escalera. Bajo su testimonio, los equipos de seguimiento e interceptación se habrían financiado con recursos reservados del DAS. |
| Jorge Noguera Cotes                     | Director del DAS                                     | Condenado previamente a 25 años de prisión por la colaboración con organizaciones paramilitares y el homicidio de Alfredo Correa de Andreis. Fue posteriormente condenado a 7 años adicionales por su participación en el escándalo de las chuzadas. |
| Andrés Peñate                           | Director del DAS                                     | No condenado, exento de responsabilidad; testimonios habrían señalado la dirección de Peñate como el origen de las chuzadas. Aunque fue señalado, no se levantó ningún proceso en su contra por estos hechos, y declaró no haber recibido órdenes para realizar las interceptaciones. |
| Martha Leal                             | Subdirectora de Operaciones del DAS                  | Condenada a prisión entre 2009 y 2013, declaró que Andrés Peñate le ordenó realizar seguimientos a la senadora Piedad Córdoba con motivo de un viaje de la misma a México. Declaró además que los seguimientos a periodistas se habrían dado debido a que "el ex-presidente Álvaro Uribe estaba incómodo con sus artículos de prensa". |
| Gustavo Sierra                          | Subdirector de Análisis del DAS                      | Condenado bajo preacuerdo a 8 años de prisión, testificó acerca de las órdenes de interceptación emitidas por Pilar Hurtado, entonces directora del DAS, y de la información obtenida de las mismas, la cual era enviada a la Casa de Nariño dentro de una valija sin intermediarios con documentos confidenciales sellados y posteriormente eliminados. |

La Corte Suprema de Justicia ratificó en diciembre de 2024 el fallo contra Edmundo del Castillo, exsecretario Jurídico de la Presidencia y César Mauricio Velásquez, exjefe de prensa de la Casa de Nariño, por el escándalo de las ‘chuzadas’ ejecutadas desde el DAS. Los funcionarios en el gobierno de Álvaro Uribe habían adquirido las sesiones de los magistrados a través de grabaciones que realizaron aseadoras compradas por el organismo de inteligencia, y las habían filtrado con interpretaciones maliciosas a la periodista Gloria Congote, quien las publicó en la Revista Semana, en lo que se conoce como el proceso del ‘Caso Paseo’.